# خربة اسكندر
خربة اسكندر (بالإنجليزية: Khirbat Iskandar) تعد خربة اسكندر موقعًا أثريًا في وسط الأردن. سميت بهذا الاسم نسبة إلى القائد اليوناني الإسكندر المقدوني، ونسبة الى جسر روماني قريب من الخربة، يعتقد السكان المحليون أنها بنيت زمن الإسكندر المقدوني. على الرغم من عدم معرفة الاسم الأصلي للموقع، إلا أنه مشهور باستيطانه في العصر البرونزي المبكر. 

تقع الخربة جنوب مادبا وشرق البحر الميت، على ضفاف سد وادي الوالة. كما تقع على طريق التجارة القديمة المعروفة بـ "طريق الملوك".

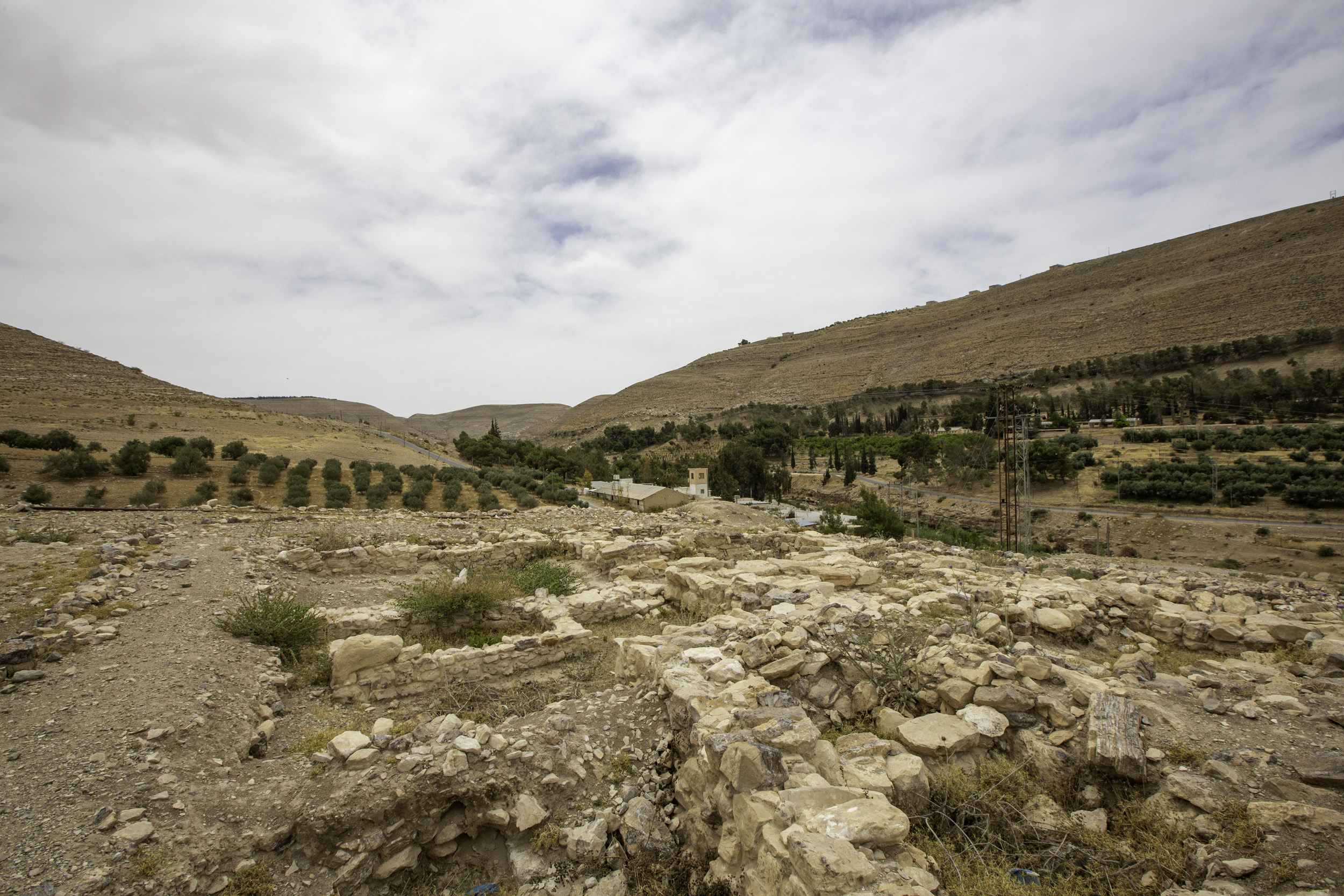
صورة لخربة اسكندر التقطت بواسطة المصور بشار الطباع

يُعتبر موقع الخربة نموذجًا للاكتشافات الأثرية لأولى المدن البشرية المعروفة، ونموها، وانهيارها. كانت معروفة كمستوطنة كنعانية خلال فترة اكتشاف الكتابة البشرية لأول مرة. كما يعتبر موقع الخربة نموذجًا أيضًا لتطور المجتمعات البشرية من مجموعات صغيرة من الصيادين، وجامعي الطعام إلى مجتمعات أكثر تعقيدًا، وتشريحًا.
يعمل في الموقع بشكل وثيق المركز الأمريكي للبحوث الشرقية في عمان، الأردن، بالإضافة إلى وزارة الآثار الأردنية. تمت عمليات الحفر في الموقع تسع مرات منذ عام 2016، بالإضافة إلى عمليات الحفر التي جرت في عام 1982 و1984 و1987 و1997 و2000 و2004 و2010 و2013.

## التصميم والاكتشافات
يُعتبر عالم الآثار نيلسون غلوك أول من درس الموقع بشكل موثوق، وقد سجل ذلك في عمله الضخم استكشافات في شرق فلسطين 1939
وفقًا لعلماء الآثار في حفرية خربة اسكندر، حدثت تحولات تشمل المجتمعات غير الحضرية، على الأرجح في فترة العصر البرونزي الثالثة/الرابعة، حيث تعايشت داخل، وخارج مدينة محصنة محاطة بسور يوجد في المدينة بوابة، وممر، وسلالم، بالإضافة إلى مقاعد حجرية كما يتضمن الموقع أيضًا فناءًا وغرفة تخزين.
هناك أدلة على وجود غرف مشتركة، وغرف نوم، ومطابخ. جزء من المدينة يتضمن فرن بدائي، وغرف مجاورة لطحن الحبوب، وللطهي، والتي ربما استُخدمت كمحطة لطحن الطعام.
في المدينة كان هناك مكان لتصنيع سكاكين، وأدوات أخرى مصنوعة من البرونز. تم تصنيع شفرة محددة مصنوعة من الحجر الصواني، والتي يعتقد أنها استُخدمت جنبًا إلى جنب مع الفأس لقطع، وحصاد الحبوب. يشار إليها أحيانًا بـ "شفرة كنعانية".
تتميز الخربة بسبب تحصيناتها التي تم إعادة بناؤها بشكل دوري، مما جعله مدينة طويلة الأمد ومأهولة بشكل مستمر. ومع ذلك، أشار علماء الآثار في جامعة غانون إلى أن خربة اسكندر خلال العصر البرونزي المبكر الرابع هي مثال على التفاعل بين السكان الشبه الرُحّل (بالإنجليزية: semi-nomadic populations) والمجتمعات الزراعية الثابتة.
كان يُعتقد سابقًا أن سكان المدينة أصبحوا شبه رُحّل بسبب غزوها وتدميرها من قبل قبائل رحّالة أخرى. ومع ذلك، فإن هذا غالبًا ليس صحيحًا. تصف عالمة الآثار سوزان ريتشارد، الزميلة في المركز الأمريكي للبحوث الشرقية فترة العصر البرونزي المبكر الرابع كفترة معقدة تتألف من مزيج من الحياة الريفية ما بعد الحضرية وأيضًا الرحالة. ترى أن قراءة جديدة لاستيطانات فترة العصر البرونزي المبكر الرابع تعقد السرد حول سقوط المدن، وتحديدًا استمرارية الحضرية في سوريا وعلاقتها بالتجارة البحرية في مصر في مرحلة ما بعد فترة العصر البرونزي الثالث.
وفقًا للمركز الأمريكي للبحوث الشرقية، فإن الاكتشافات الأخيرة ما زالت في مراحلها الأولى ولم تكتمل، ولكنها توجه علماء الآثار على تاريخ معقد للحياة شبه الحضرية، وشبه الريفية في فترتي العصور البرونزية الثالثة، والرابعة.
تزعم مدونتهم أن تصميم الموقع "يثير أسئلة جدية" حول استخدام المصطلح "البداوة الرعوية"(بالإنجليزية: pastoral-nomadism) بشكل مبسط لوصف فترة العصر البرونزي المبكرة النهائية. تشير المدونة أيضًا إلى أن "تقنيات نمذجة الكربون المشع" للموقع تثير تساؤلات حول كيفية تأريخ، وتنقيح علماء الآثار للانتقال من العصر البرونزي المبكر الثالث إلى الرابع، وعن أسس الاقتصاد البشري المعقدة في هذه الفترتين. كان يُعتقد أن السهول الطينية للموقع قد تعرضت للتدمير، مما يفسر تراجعها في نهاية فترة العصر البرونزي المبكر الرابعة.